# 154B busz (Budapest)
A budapesti 154B jelzésű autóbusz a Gazdagréti tér és az Infopark (Pázmány Péter sétány) között közlekedett, egy irányban. A járatot a Budapesti Közlekedési Zrt. és a VT-Arriva üzemeltette.

## Története
A 2008-as paraméterkönyv előtt a Kispest, Határ út és Kispest, Ady Endre út között közlekedett 154B jelzésű autóbusz, útvonalán 2008 és 2023 között a 199-es busz közlekedett.
2014. szeptember 1-jén a 153-ast két járatra osztották: 153-as jelzéssel a korábbi útvonalán, 154-es jelzéssel pedig az Etele úton át közlekedett.
2016. június 4-étől a 154-es útvonala jelentősen módosult, Kelenföld vasútállomás után a Budaörsi út – Nagyszőlős utca útvonalon éri el Újbuda-központot. A Neumann János utcáig a reggelente közlekedő 154B jelű járatok mennek tovább.
Az 1-es villamos vonalán zajló vágányfelújítási munkálatok miatt 2018. július 9-étől augusztus 31-éig a Pázmány Péter sétányig közlekedett, a Neumann János utca végállomást nem érintette. Innen továbbindult 153-as jelzéssel a Népligetig meghosszabbított útvonalon. Az eredeti forgalmi rend helyreállításával a Neumann János utcai végállomása az Infopark (Pázmány Péter sétány) nevet kapta.
2019. szeptember 16-ától a 154-es busz meghosszabbított útvonalon a BudaPartig közlekedik, ezért a 154B buszt megszüntették.

## Útvonala
| Gazdagréti tér → Infopark (Pázmány Péter sétány) |
| --- |
| Gazdagréti tér vá. – Gazdagréti tér – Gazdagréti út – aluljáró – Lapu utca – Neszmélyi út – Balatoni út – Neszmélyi út – Zelk Zoltán út – Koszorúslány utca – Budaörsi út – aluljáró – Ajnácskő utca – Nagyszőlős utca – Bocskai út – Október huszonharmadika utca – Irinyi József utca – Goldmann György tér – Pázmány Péter sétány – Neumann János utca – Infopark (Pázmány Péter sétány) vá. |

## Megállóhelyei
Az átszállási kapcsolatok között az azonos útvonalon közlekedő 154-es busz nincs feltüntetve.
| 0  | Gazdagréti tér végállomás                  | |
| 1  | Tűzkő utca                                 | 153 |
| 1  | Szent Angyalok-templom                     | 153 |
| 2  | Torbágy utca                               | 153 |
| 3  | Törökugrató utca                           | 153 |
| 4  | Regős utca                                 | 153 |
| 5  | Gazdagréti út                              | 8E, 40, 40B, 87, 88, 88A, 108E, 139, 140, 140A, 153, 188, 240 |
| 5  | Jégvirág utca                              | 8E, 87, 88, 88A, 108E, 139, 140, 140A, 153 |
| 6  | Neszmélyi út                               | 153 |
| 7  | Péterhegyi út / Neszmélyi út               | 150, 153 |
| 8  | Péterhegyi út (Menyecske utca)             | 150, 153, 250, 250B, 251, 251A |
| 10 | Kelenföld vasútállomás M                   | 1, 19, 49 8E, 40, 40B, 40E, 53, 58, 87, 88, 88A, 101B, 101E, 103, 108E, 141, 150, 153, 172, 173, 187, 188, 188E, 250, 250B, 251, 251A, 272 689, 691, 710, 712, 715, 720, 722, 724, 725, 727, 731, 732, 734, 735, 736, 760, 762, 763, 767, 770, 774, 775, 777, 778, 798, 799 S10 , G10 , S12 , Z30 , S36 , S40 , S42 , G43 , IC, EC, EN, sebesvonat, gyorsvonat, nemzetközi gyorsvonat, |
| 12 | Dayka Gábor utca                           | 53, 108E, 139, 140, 140A, 150 |
| 13 | Ajnácskő utca                              | 53, 150 |
| 14 | Hollókő utca                               | 53, 150 |
| 15 | Vincellér utca                             | 53, 150, 212 |
| 16 | Kosztolányi Dezső tér                      | 19, 49 7, 53, 58, 114, 150, 153, 212, 213, 214, 240 |
| 18 | Újbuda-központ M                           | 4, 17, 41, 47, 47B, 56 33, 53, 58, 150, 153, 212 1163, 1173, 1174, 1175, 1176, 1177, 1183, 1185, 1188, 1190, 1194, 1201, 1202, 1205, 1212, 1229, 1230, 1240, 1242, 1251, 1253, 1269 |
| 20 | Budafoki út / Szerémi sor                  | 33, 133E, 153, 212 4 |
| 21 | Petőfi híd, budai hídfő                    | 4, 6 153, 212 1163, 1173, 1174, 1175, 1176, 1177, 1183, 1185, 1188, 1190, 1194, 1201, 1202, 1205, 1212, 1229, 1230, 1240, 1242, 1251, 1253, 1269 |
| 22 | Egyetemváros – A38 hajóállomás             | 153 |
| 22 | Magyar tudósok körútja                     | 153 |
| 23 | Infopark (Pázmány Péter sétány) végállomás | 153 1 |